# Pinckneya bracteata
Pinckneya es un género monotípico de plantas con flores de la familia Rubiaceae. Su única especie: Pinckneya bracteata (Bartram) Raf., es nativa del sudeste de los Estados Unidos.

## Descripción
Es un gran arbusto o pequeño árbol, que alcanza los 3 a 10 metros de altura. Tiene grandes y gruesas hojas verdes que se concentran en los extremos de la rama. Las flores son de color verde amarillento y tubulares con cinco lóbulos. La parte vistosa de la flor, sin embargo, es el blanco o rosa de los sépalos que se convierten en pétalos.

## Taxonomía
El género fue descrito por el botánico, briólogo y explorador francés, André Michaux y publicado en Fl. Bor.-Amer. 1: 103 en el año 1803.

## Sinonimia
- Bignonia bracteata Bartram
- Cinchona caroliniana Poir.
- Cinchona pubens (Michx.) Hosack
- Pinckneya pubens Michx.
- Pinknea pubescens Pers.[4]